# Zeta Piscium
Zeta Piscium (Revati, ζ Psc) – gwiazda w gwiazdozbiorze Ryb, odległa od Słońca o około 174 lata świetlne.

## Nazwa
Gwiazda ta ma tradycyjną nazwę Revati, która wywodzi się z tradycji indyjskiej. Dla Hindusów gwiazda ta była znacząca, gdyż około roku 572 n.e. znajdowała się w odległości 10′ od punktu równonocy wiosennej; należy ona do 26. nakszatry (konstelacji) Rewati (dewanagari: रेवती), łączy ją z następną nakszatrą Aświni. Wraz z Epsilon Piscium nosiła też perską nazwę Kaht i koptyjską nazwę Kuton. Międzynarodowa Unia Astronomiczna w 2017 roku formalnie zatwierdziła użycie nazwy Revati dla określenia tej gwiazdy.

## Właściwości fizyczne
Jest to gwiazda wielokrotna, którą tworzy pięć związanych grawitacyjnie gwiazd. Widoczna gołym okiem jako jeden obiekt, Zeta Piscium świeci z obserwowaną wielkością gwiazdową 4,86m. Składniki A i B to gwiazdy spektroskopowo podwójne, których komponenty można rozdzielić podczas zakryć przez Księżyc. Na niebie dzieli je 22,9 sekundy kątowej (pomiar z 2016 r.). Składnik A to para podolbrzymów należących do typu widmowego A7, oddalonych o 0,15″. Składnik B to para słabszych gwiazd ciągu głównego, należących do typu widmowego F7 i G7; okrążają one wspólny środek masy w czasie 9,075 doby po orbitach o mimośrodzie 0,04. Piąty, najsłabszy składnik C ma wielkość gwiazdową 12,2m i jest widoczny w odległości 1,8″ od składnika B (pomiar z 2001 roku).